# Lekkoatletyka na Letniej Uniwersjadzie 1983
Lekkoatletyka na Letniej Uniwersjadzie 1983 – zawody lekkoatletyczne rozegrane na Commonwealth Stadium w Edmonton w lipcu 1983 roku. Reprezentantom Polski udało się zdobyć trzy medale w tym jeden złoty.

## Rezultaty

### Mężczyźni
| Konkurencja                   | Złoto                                                                        | Wynik      | Srebro                                                                            | Wynik      | Brąz                                                                                  | Wynik    |
| Bieg na 100 m                 | Chidi Imoh                                                                   | 10,33      | Desai Williams                                                                    | 10,37      | Sam Graddy                                                                            | 10,42    |
| Bieg na 200 m                 | Innocent Egbunike                                                            | 20,42      | Elliott Quow                                                                      | 20,46      | Bernie Jackson                                                                        | 20,57    |
| Bieg na 400 m                 | Sunday Uti                                                                   | 45,32      | Wiktor Markin                                                                     | 45,38      | Sunder Nix                                                                            | 45,53    |
| Bieg na 800 m                 | Ryszard Ostrowski                                                            | 1:46,29    | Graham Williamson                                                                 | 1:46,66    | Mohamed Alouini                                                                       | 1:46,75  |
| Bieg na 1500 m                | Claudio Patrignani                                                           | 3:41,02    | Andreas Baranski                                                                  | 3:41,21    | Geoff Turnbull                                                                        | 3:41,24  |
| Bieg na 5000 m                | Steve Harris                                                                 | 13:46,99   | Féthi Baccouche                                                                   | 13:47,69   | Shuichi Yoneshige                                                                     | 13:48,13 |
| Bieg na 10 000 m              | Shuichi Yoneshige                                                            | 28:55,37   | Agapius Amo                                                                       | 28:55,39   | Féthi Baccouche                                                                       | 28:55,76 |
| Maraton                       | Alessio Faustini                                                             | 2:17:10    | Giovanni d'Aleo                                                                   | 2:17:20    | Michael Spöttel                                                                       | 2:18,12  |
| Bieg na 110 m przez płotki    | Andriej Prokofjew                                                            | 13,46      | Willie Gault                                                                      | 13,49      | Mark McKoy                                                                            | 13,57    |
| Bieg na 400 m przez płotki    | Aleksandr Charłow                                                            | 49,41      | Amadou Dia Ba                                                                     | 49,94      | Mark Patrick                                                                          | 50,28    |
| Bieg na 3000 m z przeszkodami | Peter Daenens                                                                | 8:28,86    | Farley Gerber                                                                     | 8:29,07    | Shigeyuki Aikyo                                                                       | 8:33,44  |
| Sztafeta 4 × 100 m            | Stany Zjednoczone · Terry Scott · Sam Graddy · Ken Robinson · Willie Gault   | 38,50      | Kanada · Ben Johnson · Sterling Hinds · Desai Williams · Tony Sharpe              | 38,69      | ZSRR · Andriej Prokofjew · Nikołaj Sidorow · Władimir Murawjow · Aleksandr Zołotariow | 39,04    |
| Sztafeta 4 × 400 m            | Stany Zjednoczone · Sunder Nix · Elliot Tabron · Alonzo Babers · Cliff Wiley | 3:01,24    | ZSRR · Jewgienij Łomtiew · Aleksandr Troszcziło · Siergiej Kucebo · Wiktor Markin | 3:01,58    | Francja · Aldo Canti · Hector Llatser · Yann Quentrec · Pascal Chichignoud            | 3:04,89  |
| Chód na 20 km                 | Guillaume Leblanc                                                            | 1:24:03    | Maurizio Damilano                                                                 | 1:24:21    | Nikołaj Matwiejew                                                                     | 1:25,07  |
| Skok wzwyż                    | Igor Paklin                                                                  | 2,31       | Eddy Annys                                                                        | 2,29       | Clarence Saunders                                                                     | 2,26     |
| Skok o tyczce                 | Konstantin Wołkow                                                            | 5,65       | Thierry Vigneron                                                                  | 5,60       | Jeff Ward                                                                             | 5,50     |
| Skok w dal                    | Yusuf Alli                                                                   | 8,21       | Ralph Spry                                                                        | 7,91       | Siergiej Rodin                                                                        | 7,85     |
| Trójskok                      | Ajayi Agbebaku                                                               | 17,26      | Mike Conley                                                                       | 17,20 w    | John Herbert                                                                          | 17,05    |
| Pchnięcie kulą                | Michael Carter                                                               | 19,74      | Zlatan Saračević                                                                  | 19,66      | Siergiej Smirnow                                                                      | 19,61    |
| Rzut dyskiem                  | Luis Delís                                                                   | 69,46      | Dariusz Juzyszyn                                                                  | 63,32      | Marco Bucci                                                                           | 60,62    |
| Rzut młotem                   | Jüri Tamm                                                                    | 76,82      | Robert Weir                                                                       | 74,10      | Jurij Pastuchow                                                                       | 73,38    |
| Rzut oszczepem                | Dainis Kūla                                                                  | 87,70      | Helmut Schreiber                                                                  | 84,12      | Stanisław Górak                                                                       | 83,20    |
| Dziesięciobój                 | Dave Steen                                                                   | 8205 pkt w | Herbert Peter                                                                     | 8160 pkt w | Georg Werthner                                                                        | 7905 pkt |

### Kobiety
| Konkurencja                | Złoto                                                                               |          | Srebro                                                                            |          | Brąz                                                                               |          |
| Bieg na 100 m              | Beverly Kinch                                                                       | 11,13 w  | Randy Givens                                                                      | 11,16 w  | Angella Taylor                                                                     | 11,17 w  |
| Bieg na 200 m              | Randy Givens                                                                        | 22,47    | Marita Payne                                                                      | 22,62    | Grace Jackson                                                                      | 22,69    |
| Bieg na 400 m              | Marija Pinigina                                                                     | 50,47    | Molly Killingbeck                                                                 | 51,94    | Jelena Korban                                                                      | 52,07    |
| Bieg na 800 m              | Irina Podjałowska                                                                   | 1:59,29  | Robin Campbell                                                                    | 1:59,81  | Doina Melinte                                                                      | 1:59,93  |
| Bieg na 1500 m             | Gabriella Dorio                                                                     | 4:07,26  | Doina Melinte                                                                     | 4:07,34  | Maria Radu                                                                         | 4:08,41  |
| Bieg na 3000 m             | Maria Radu                                                                          | 9:04,32  | Jelena Małychina                                                                  | 9:06,17  | Lynn Williams                                                                      | 9:07,74  |
| Maraton                    | Sarah Rowell                                                                        | 2:47:37  | Kathy Roberts                                                                     | 2:52:47  | Marjorie Kaput                                                                     | 2:54:03  |
| Bieg na 100 m przez płotki | Natalja Pietrowa                                                                    | 13,04    | Jelena Biserowa                                                                   | 13,07    | Benita Fitzgerald                                                                  | 13,24    |
| Bieg na 400 m przez płotki | Jekatierina Fiesienko                                                               | 54,97    | Jelena Filipiszina                                                                | 56,10    | Gwen Wall                                                                          | 56,10    |
| Sztafeta 4 × 100 m         | Stany Zjednoczone · LaShon Nedd · Jackie Washington · Brenda Cliette · Randy Givens | 42,82    | Kanada · Molly Killingbeck · Marita Payne · Angella Taylor · Tanya Brothers       | 43,21    | ZSRR · Marina Romanowa · Marina Mołokowa · Iryna Olchownikowa · Olga Antonowa      | 44,20    |
| Sztafeta 4 × 400 m         | ZSRR · Larisa Kryłowa · Ludmiła Borisowa · Jelena Korban · Marija Pinigina          | 3:24,97  | Kanada · Charmaine Crooks · Jillian Richardson · Molly Killingbeck · Marita Payne | 3:25,26  | Stany Zjednoczone · Kelia Bolton · Easter Gabriel · Sharon Dabney · Arlise Emerson | 3:34,64  |
| Skok wzwyż                 | Tamara Bykowa                                                                       | 1,98     | Silvia Costa                                                                      | 1,98     | Maryse Éwanjé-Épée                                                                 | 1,92     |
| Skok w dal                 | Anișoara Cușmir                                                                     | 7,06 w   | Swietłana Zorina                                                                  | 6,77     | Vali Ionescu                                                                       | 6,56 w   |
| Pchnięcie kulą             | Natalja Lisowska                                                                    | 20,46    | Claudia Losch                                                                     | 18,81    | Natalja Achrimienko                                                                | 18,67    |
| Rzut dyskiem               | Florența Crăciunescu                                                                | 64,56    | Natalja Achrimienko                                                               | 62,62    | Lubow Urakowa                                                                      | 58,28    |
| Rzut oszczepem             | Beate Peters                                                                        | 66,86    | Fausta Quintavalla                                                                | 63,06    | Mayra Vila                                                                         | 62,34    |
| Siedmiobój                 | Jekatierina Smirnowa                                                                | 6350 pkt | Sabine Everts                                                                     | 6291 pkt | Judy Livermore                                                                     | 6184 pkt |